# Cnephasia nigripunctana
Cnephasia nigripunctana es una especie de polilla perteneciente al género Cnephasia, categorizada en la tribu Cnephasiini, de la subfamilia Tortricinae.

## Distribución
Se distribuye por Irak.

## Taxonomía
Fue descrita por Amsel en 1959 y publicada por primera vez en (Cnephasia), Bull. Soc. ent. Egypte 43: 56.